# Echiniscoides bruni
Echiniscoides bruni är en djurart som tillhör fylumet trögkrypare, och som beskrevs av D'Addabbo Gallo, de Zio Grimaldi, Morone De Lucia och Alberto Troccoli 1992. Echiniscoides bruni ingår i släktet Echiniscoides och familjen Echiniscoididae. Inga underarter finns listade i Catalogue of Life.